# Bartolomeu da Rocha Fagundes
Bartolomeu da Rocha Fagundes (1813 — 1877) foi um político brasileiro.
Foi presidente da província do Rio Grande do Norte, de 29 de julho a 6 de agosto de 1868.